# Drapelul kosovar
Drapelul kosovar a fost adoptat la 17 februarie 2008 de Adunarea din Kosovo după declarația de independență a Republicii Kosovo față de Serbia. Drapelul a fost ales în urma unei competiții internaționale de design organizate de Echipa Unitară din Kosovo sprijinită de Organizația Națiunilor Unite fiind propuse aproximativ o mie de exemple. Actualul design este o variantă a unei propuneri desemnate de Muhamer Ibrahimi. Acesta este format din șase stele albe în formă de arc deasupra unei hărți a teritoriului Kosovo pe un fundal albastru. Acestea reprezintă cele șase grupuri etnice majore din Kosovo.
Înainte de declarația de independență, Kosovo se afla sub administrația Națiunilor Unite iar drapelul ONU era folosit pentru scopuri oficiale. Populațiile albaneze și sârbe își foloseau propriile drapele încă din perioada Iugoslaviei Socialiste. Sârbii foloseau un tricolor din roșu, albastru și alb, formând temeiul actualului drapel al Serbiei. Albanezii foloseau drapelul Albaniei încă din anii 1960 ca drapel național.

## Design și utilizare

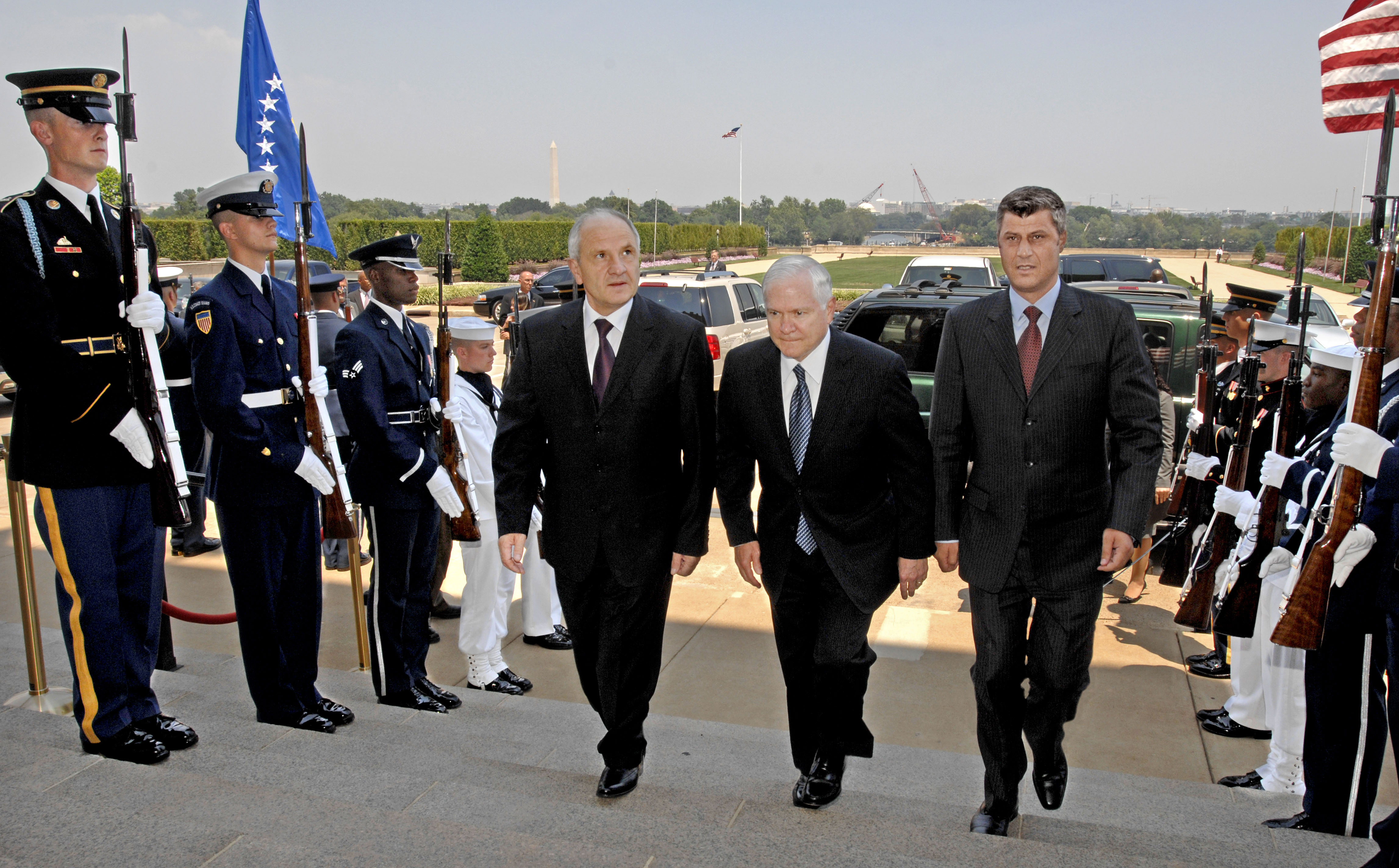
Drapelul kosovar fluturând la Pentagon la 18 iulie 2008.

Drapelul are un fundal albastru, cu harta teritoriului Kosovo și șase stele. Oficial, stele sunt menite să reprezinte cele șase grupuri etnice majore din Kosovo: albanezii, sârbii, turcii, goranii, romii (cunoscuți și ca ashkali și egipteni) și bosniaci. Neoficial, se spune uneori că stelele reprezintă șase teritorii cu populație albaneză: Albania, Grecia, Kosovo, Macedonia, Muntenegru și Serbia. Drapelul kosovar se aseamănă cu cel al Bosniei și Herțegovinei după aspect și culori (stele albe și aspectul galben al țării pe un fundal albastru). Drapelul este diferit de celelalte drapele naționale prin folosirea unei hărți ca elemente de design. Drapelul Ciprului este similar. Rația drapelului a fost anunțată în timpul concursului ca fiind 2:3, cu toate acestea, prin trecerea unei legi de protocol diplomatic în Kosovo în aprilie 2009, raportul a fost stabilit prin lege ca 1:1.4 (5:7 atunci când sunt puse în numere întregi). Culorile și construcția drapelului nu au fost încă definite; cu toate aceste, un document oficial al guvernului oferă culorile drapelului prin CMYK. Valorile RGB neoficiale au fost extrase manual încă din 2009. Utilizarea drapelului kosovar este stabilit prin legea: „Legea de Folosire a Simbolurilor de Stat din Kosovo”. Cu toate acestea, Guvernul Serbiei se opune utilizării drapelului kosovar la adunări și întâlniri internaționale.

### Culori și mărimi
| Sistem                  | Albastru   | Auriu      | Alb     |
| ----------------------- | ---------- | ---------- | ------- |
| CMYK (Guvern)           | 78-55-0-35 | 0-20-62-18 | 0-0-0-0 |
| Hexadecimal (Guvern)    | #244aa5    | #d0a650    | #ffffff |
| Hexadecimal (Neoficial) | #183884    | #dbbb5b    | #ffffff |

| Utilizare                                                                    | Lungime și lățime în centimetri |
| ---------------------------------------------------------------------------- | ------------------------------- |
| Când este utilizat în aer liber (jalonul are 10 metri înălțime și în sol)    | nu depășește 350 × 498          |
| Când este utilizat în aer liber (jalonul are 10 metri înălțime și pe balcon) | 200 × 280                       |
| Când este utilizat în aer liber (jalonul are 2,5 metri înălțime)             | 107 × 150 or 150 × 210          |
| Drapel de masă                                                               | 16 × 23                         |

## Utilizarea drapelului sârb

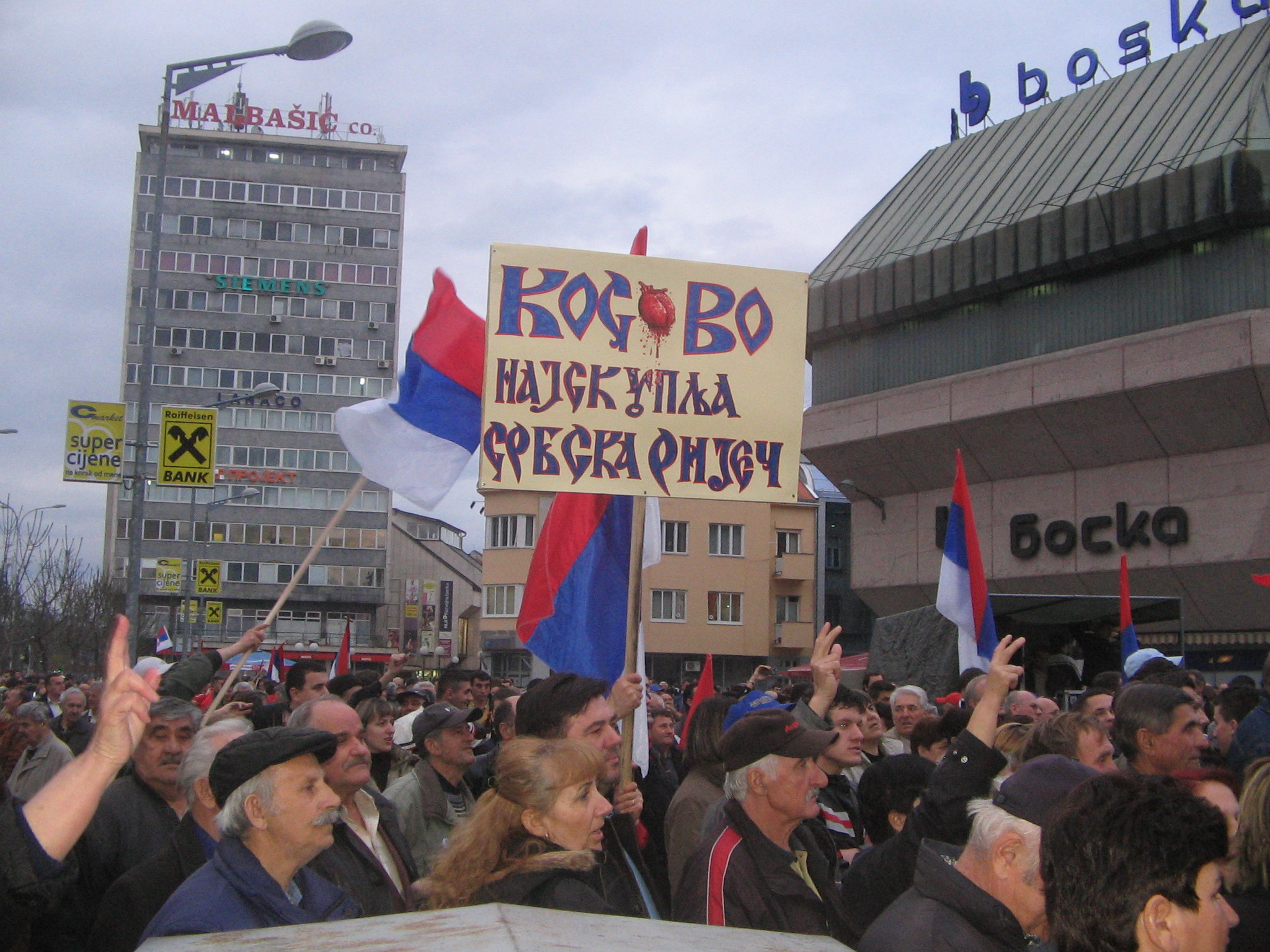
Un protest în Bosnia din 2008 cu drapelul sârb.

Serbia nu recunoaște secesiunea provinciei Kosovo și o consideră entitatea guvernată de Națiunile Unite în cadrul suveranității, Provincia Autonomă Kosovo și Metohia (în sârbă Аутономна Покрајина Косово и Метохија, cu alfabetul latin: Autonomna Pokrajina Kosovo i Metohija), potrivit constituției Serbiei din 2006. Chiar și după câteva luni de la declarația de independență, drapelul sârb încă putea fi observat la clădirile guvernamentale până au fost înlocuit oficial de Guvernul din Kosovo. Drapelele sârbe erau folosite la proteste împotriva independenței și încă pot fi observate în partea de nord a provinciei. Cu toate acestea, la 19 noiembrie 2010, o persoană a fost condamnată de către judecătorii EULEX, pentru incitarea urii prin ridicarea unui drapel sârb la o moschee din partea sudică a Mitrovicei (și pentru tulburarea liniștii și tentativei de omor a unui ofițer de poliție).

## Înainte de independență
Până în 2008, Kosovo nu a avut propriul drapel. Cu toate acestea, în diferite perioade ale istoriei, erau fluturate diferite drapele kosovare. Înainte de 1969, singurel drapele care puteau fi folosite legat în Kosovo (pe atunci provincie autonomă) erau cele ale RSF Iugoslavia și RS Serbia. Dacă un drapel naționalist, precum cel albanez, sârb sau croat era fluturat, persoana putea fi închisă pentru acest lucru. În 1969, populația albaneză kosovară îi era permisă utilizarea drapelului albanez ca drapel național. Cu toate aceste, drapelul trebuia să conțină o stea roșie din moment ce era un simbol național al Iugoslaviei. Chiar și fără această obligație, drapelul Republicii Populare Socialiste Albania din acea vreme avea o stea roșie cu marginile aurii, deasupra vulturului cu două capete. Ulterior, se puteau folosi diferite drapele ale naționalităților din Kosovo în conformitate cu legislația. Înainte de decesul lui Iosip Broz Tito și Destrămarea Iugoslaviei, se cerea interzicerea drapelului albanez deoarece rezidenții din Kosovo și Metohia nu doreau să trăiască sub un drapel străin. Sentimentul a culminat prin Petiția 2016 care cerea printre altele, un statut mai mare de statalitate pentru Serbia și eliminarea tuturor simbolurilor albaneze. Partea sârbă a început și ea să elimine steaua roșie de pe drapelul iugoslav, folosindu-l pentru a contrabalansa populația albaneză și promovarea „Serbiei Mari”.
Când Kosovo se afla sub administrația Națiunilor Unite, drapelul ONU era fluturat în Kosovo. Cu toate acestea, drapelul folosit de albanezii kosovari era drapelul albanez. Drapelul albanez era de asemenea folosit în clădirile publice, deși era împotriva regulamentelor ONU. Regulamentele prevedeau că numai drapelul ONU și alte drapele autorizate, precum cele ale orașelor aveau voie să fluture la clădirile publice. Dacă drapelul albanez putea fi ridicat, atunci și cel sârb trebuia ridicat, conform regulamentelor ONU. Cu toate acestea, acest lucru nu a fost pus aplicat iar drapelul albanez a fost mereu prezent în Kosovo sub UNMIK.

## Competiția pentru un nou drapel
Un concurs pentru un nou drapel, ținut în iunie 2007, a primit 993 de sugestii. În conformitate cu termenii stabiliți în urma discuțiilor ONU, toate simbolurile ar trebui să reflecte natura multi-etnică din Kosovo, evitând folosirea vulturilor cu două capete ale albanezilor și sârbilor sau utilizarea exclusivă a culorilor roșu și negru sau roșu, albastru și alb.	În plus, toate intrările au trebuit să fie rectangulare și să aibă o proporție 2:3. În cele din urmă, Comisia Kosovară a Simbolurilor a ales trei schițe care au fost votate de Adunarea din Kosovo (cu o majoritate de două treimi cerând aprobarea), când independența a fost declarată în urma discuțiilor de statut. Cele trei propuneri selectate au fost trimise  Adunării la 4 februarie 2008.

### Propunerile și alegerea finală
- Fundal albastru cu o hartă albă a teritoriului Kosovo înconjurat de cinci stele. Stele se diferențiau prin mărime și reprezentau diferitele grupuri etnice din Kosovo. Cea mai mare îi reprezenta pe albanezi.[33]
- Un tricolor vertical din negru, alb și roșu.[36]
- Un tricolor vertical din negru, alb și roșu cu o spirală (simbol dardanian al rotirii soarelui) în centru dungii albe.[36]

Pe 17 februarie 2008, Adunarea a votat pentru utilizarea unei variante din prima propunere. Versiunea schimbată are o stea în plus, stelele au aceeași mărime, schimbarea culorilor stelelor și a hărții, aceasta din urmă fiind mai mare, iar stelele sunt aranjate într-o curbă deasupra hărții.

Drapelul adoptat la 17 februarie 2008 de Adunare.
Propunerea originală a desenului drapelului adoptat.
Propunere alternativă
Propunere alternativă

### Alte propuneri

„Drapelul Dardaniei”

Ibrahim Rugova, primul președinte din Kosovo a introdus „drapelul Dardaniei” pe 29 octombrie 2000. Drapelul era albastru, cu un cerc roșu în cadrul unui inel galben. Înăuntrul cercului se află vulturul albanez. Vulturul ține o panglică cu inscripția „Dardania”. Dardania este numele unei regiuni vechi ce se situa pe teritoriul din Kosovo, însă nu este recunoscut de nicio putere internatională. Acest drapel nu a fost foarte popular, însă a fost utilizat la evenimente culturale și sportive în perioada UNMIK și a fost, de asemenea, folosit la funeraliile lui Rugova pentru a-i acoperi sicriul. Încă este folosit ca standard prezidențial neoficial și de cele două partide politice, Liga Democratică din Kosovo și Liga Democratică a Dardaniei.
Înaintea declarației de independență, kosovarii au afișat un drapel cu o hartă a teritoriului Kosovo pe un fundal albastru și galben, similar cu drapelul Bosniei și Herțegovinei.